# Osmund Menghin
Osmund Menghin (Vienna, 22 giugno 1920 – Innsbruck, 19 luglio 1989) è stato uno storico austriaco esperto del periodo preistorico.

## Biografia
Osmund Menghin, figlio dell'esperto di preistoria e demologia Oswald Menghin, nel 1947 conseguì il dottorato  all'Università di Innsbruck con  una tesi di ricerca filosofica dal titolo Studien zur Entwicklungslehre und Begriffsbildung in der Urgeschichte der Kultur (Studi sulla scienza dell’evoluzione e della formazione dei concetti nella preistoria della cultura). Nel 1957 prese l’abilitazione alla docenza universitaria con la pubblicazione dell’opera Untersuchungen zur Urgeschichte Tirols (Ricerche sulla preistoria del Tirolo). Nel 1968 fu nominato Professore Straordinario e nel 1972 direttore del Dipartimento di Preistoria dell’Arco Alpino dell’Università di Innsbruck. Menghin si dedicò prevalentemente allo studio della preistoria della zona alpina, in particolare del Tirolo.
Menghin ottenne per i suoi studi numerose onorificenze. Dal 1948 fu membro ordinario della Società Antropologica (Anthropologische Gesellschaft) di Vienna e dal 1975 membro corrispondente del Gruppo Austriaco di Studio della Preistoria (Österreichische Arbeitsgemeinschaft für Ur- und Frühgeschichte) di Vienna.
Nel 1960 avanzò l’ipotesi che i Reti non fossero una popolazione unitaria, un’etnia, ma un gruppo di popolazioni  accomunate dalla stessa religione: il culto della dea Reitia. 
Anche i Romani chiamavano col nome di Reti tutte le popolazioni alpine.
Menghin morì a Innsbruck  il 19 luglio 1989.

## Opere (selezione)
- con Adolf Rosenauer, Der römerzeitliche Grabfund von Weissenbach im Lechtal. Innsbruck 1953 (Schlern-Schriften, 94).
- Das wissenschaftliche Bild von der frühen Menschheit. In Berichte des Naturwissenschaftlich-medizinischen Vereins Innsbruck, 56, 1968, pp. 475–491.
- con Reineider Kneussl e Werner Kneussl, Beiträge zur Urgeschichte Tirols. Innsbruck 1969 (Innsbrucker Beiträge zur Kulturwissenschaft, Sonderheft 29).
- Zur Historisierung der Urgeschichte Tirols, 1971 (Beiträge zur Geschichte Tirols).
- Die Räter in Tirol. In Der heutige Stand der Räterforschung in geschichtlicher, sprachlicher und archäologischer Sicht. Basel 1971, pp. 35–44.
- Contributi nel Lexikon der ur- und frühgeschichtlichen Fundstätten Österreichs, 1965; nel Handbuch der historischen Stätten Österreichs, volume 2, 1966 e nella Festschrift per il settantesimo compleanno di Leonhard C. Franz.

## Letteratura
- Liselotte Zemmer-Plank, In memoriam a.o. Univ.-Prof. Dr. phil. Osmund Menghin (1920-1989). In Berichte des Naturwissenschaftlich-medizinischen Vereins Innsbruck, 77, 1990, pp. 255-260 (PDF 1,25 MB)

| Controllo di autorità | VIAF (EN) 197385984 · ISNI (EN) 0000 0000 7372 0317 · LCCN (EN) n86132847 · GND (DE) 139845232 |